# 加伊阿里内
加伊阿里内（義大利語：Gaiarine），是意大利威尼托大区特雷维索省的一个市镇。总面积28平方公里，人口6208人，人口密度221.7人/平方公里（2009年）。国家统计（ISTAT）代码为026031。

## 友好城市
- 植物湾市 1982年